# Aphanius d'Espagne
Aphanius iberus
 (avril 2015).
Si vous disposez d'ouvrages ou d'articles de référence ou si vous connaissez des sites web de qualité traitant du thème abordé ici, merci de compléter l'article en donnant les références utiles à sa vérifiabilité et en les liant à la section « Notes et références ».
Espèce
Statut de conservation UICN

 EN A2ce : En danger
L'Aphanius d'Espagne (Aphanius iberus) est une espèce de poisson endémique d'Espagne et fréquentant les eaux douces à saumâtres.
On le trouvait en France métropolitaine, mais il a aujourd'hui disparu notamment à cause de l'introduction de la Gambusie (Gambusia holbrooki) originaire d'Amérique du Nord. Cette dernière a été introduite comme moyen de lutte biologique car elle se nourrit de larves de moustiques. Utilisant des niches trophiques très proches, ces deux espèces ont donc été en compétition et la Gambusie présentant des capacités d'adaptations plus importantes a entrainé l'extirpation de certaines populations d'Aphanius d'Espagne (Aphanius iberus).